# Caterina Albert de Pallars
|  | Aquest article tracta sobre la comtessa. Vegeu-ne altres significats a «Víctor Català». |

Caterina Albert de Pallars (?, segle xv - ? segle xv) fou comtessa de Pallars. Resistí el setge de la vila de València d'Àneu entre el 1488 i el 1491.

## Biografia
Caterina era filla del cavaller rossellonès Felip Albert, i de Violant de Cardona i estava casada amb el darrer comte de Pallars, Hug Roger III de Pallars Sobirà. Aquest encapçalà el bàndol de la Generalitat de Catalunya, enfrontat a Joan II durant la Guerra Civil catalana. Va ser exclòs de la Capitulació de Pedralbes i va refugiar-se al Pallars on va poder resistir fins que, el 1484, Ferran II el Catòlic va encarregar al comte de Cardona Joan Ramon Folc III de Cardona la conquesta del Pallars.
El 1488 Hug Roger va haver de fugir a França i deixà la defensa de la vila de València d'Àneu a la seva esposa Caterina Albert. Caterina va resistir el setge i defensà vila i terres durant tres anys, esperant fins a l'últim moment que arribés, des de l'exili, el seu marit amb reforços fins a la capitulació del dia 29 de juny de 1491, i es va veure obligada a rendir-se i a marxar a l'exili. La Host dels Cardona estava formada per 1000 homes, 150 genets i bombardes, per tal de derrocar les muralles, defensades solament per una trentena d'homes. A la capitulació, Caterina imposà com a condicions la impunitat de la gent del Pallars, que passaria a ser territori dels Cardona i hagué de lliurar la seva filla, Elisabet de Pallars Sobirà, com a ostatge als seus invasors.
Es conserven les cartes que li va adreçar el seu espòs des de l'exili, cartes que reflecteixen una estimació i admiració profundes i sinceres, expressen els sentiments d'amor i el dolor d'estar privat de la seva presència. Ella també li escrivia, malauradament només hem trobat una de les seves cartes, just d'aquell any en què, assetjada i amb manca de blat, contestava les cartes d'amor del comte parlant de treballosa absència. Després de tres anys de resistència, Caterina i el seu marit Hug Roger són condemnats en rebel·lia a pena de mort i confiscació de les seves terres. El comtat de Pallars fou atorgat a Joan Ramon Folc IV de Cardona.